# História da Serra Leoa

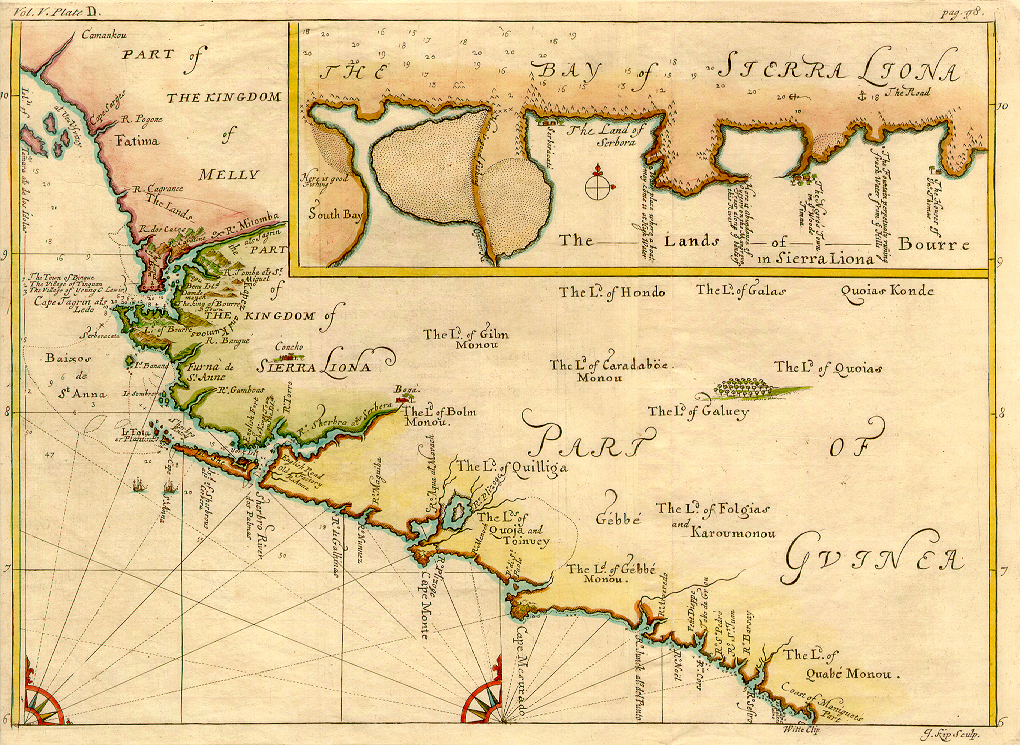
Mapa de Serra Leoa de 1732.

Isolada pelo oceano, a região em que se localiza Serra Leoa permaneceu afastada da influência dos grandes impérios que se estabeleceram no alto Níger por volta do ano 1000. Os povos que a habitavam encontravam-se então divididos em pequenos Estados independentes. Por volta do século XV, migrações de etnias sudanesas deslocaram para ilhas e zonas florestais os povos autóctones, entre os quais os bulons, fixados na região desde tempos imemoriais.
O português Pedro de Sintra descobriu as costas do país, que fazia parte do reino dos Sapes, em 1460. O nome do país, «Serra Leoa», terá sido dado pelo explorador luso, sendo que, na altura se referia à região montanhosa situada a Sul da actual cidade de Freetown. Contudo, pouco após sua descoberta este nome passou a ser usado como topónimo para todo o litoral da atual área ocidental da África. Com efeito, de acordo com o cosmógrafo e militar português, Duarte Pacheco Pereira, Pedro de Sintra denominou a região desta maneira porque a paisagem serrana lhe parecia "agreste e selvagem", pelo que, metaforicamente, a associou a um leão.
No entanto, noutra passagem a respeito da etimologia do nome desta terra, ora atribuída a Luís de Cadamosto, afirma-se que os portugueses, durante as trovoadas, ouviram trovões "rugindo como um leão, vindo da montanha, com o vento soprando da montanha para o mar", daí a razão pela qual deram este nome à região.
Em todo o caso, hodiernamente, já há autores modernos que contestam a autoria do nome «Serra Leoa» puramente a Pedro de Sintra, defendendo antes que o nome terá sido atribuído por outros navegadores portugueses, que terão passado previamente pelo território, sem documentar a sua passagem.
A presença europeia no território data de 1462, quando os portugueses exploraram o litoral e fundaram as primeiras feitorias. Ainda hoje persistem edifícios construídos pelos portugueses. No século XVI, guerreiros mandingas, de origem mandé, vindos do interior, invadiram a região e forneceram escravos aos negreiros europeus. Em pouco tempo a área tornou-se num objeto de acirrada disputa comercial entre os traficantes de escravos portugueses, franceses, ingleses, holandeses, dinamarqueses e prussos.

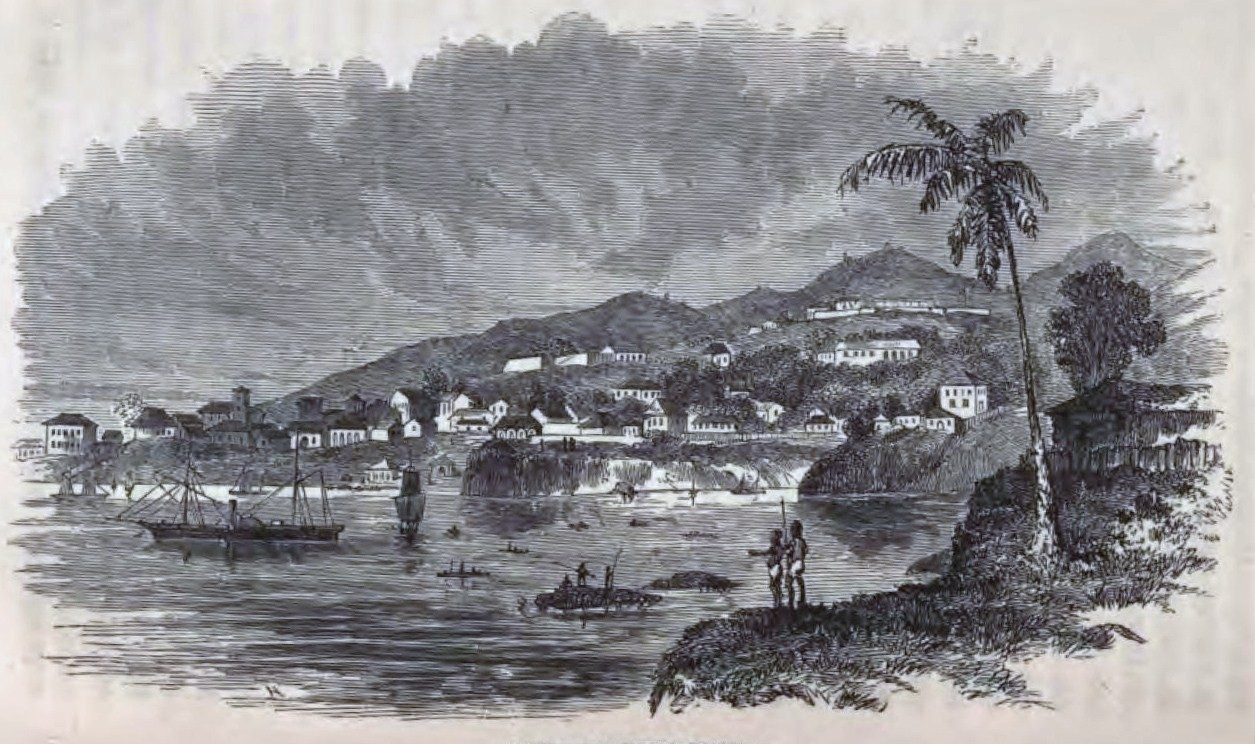
Ilustração de 1856 da cidade de Freetown, para onde foram levados os primeiros escravos libertos da Nova Inglaterra e das Antilhas.

No século XVII, os comerciantes ingleses expulsaram os portugueses e em 1787, após campanha antiescravagista, uma organização abolicionista britânica fundou o núcleo que se tornaria a cidade de Freetown, para onde trasladou várias centenas de escravos libertos na Nova Inglaterra (EUA) e Antilhas que haviam buscado refúgio na Grã-Bretanha. A Companhia de Serra Leoa foi criada em 1791 com a finalidade de governar a colônia, tarefa que desempenhou até 1808. O porto local oferecia grande segurança e quando o Parlamento de Londres declarou ilegal o tráfico de escravos, em 1807, o governo britânico ali instalou uma base naval para o lançamento de operações contra as atividades dos traficantes.
Em 1808 a região da península de Serra Leoa converteu-se em colónia britânica e a população passou a assinalar um significativo crescimento, em consequência da chegada dos carregamentos de escravos apreendidos pelos navios de guerra britânicos. Em 1896, depois de vencer a resistência armada das tribos do interior, a Grã-Bretanha proclamou o protetorado sobre as demais regiões do território, distinto da colónia, e as fronteiras com a Libéria e a Guiné são fixadas. Em 1924, o país recebe uma Constituição, substituída por outra de 1947. Em 1951, a Constituição converteu Serra Leoa em Estado unitário. A colónia e protetorado foram unificados em 1960.

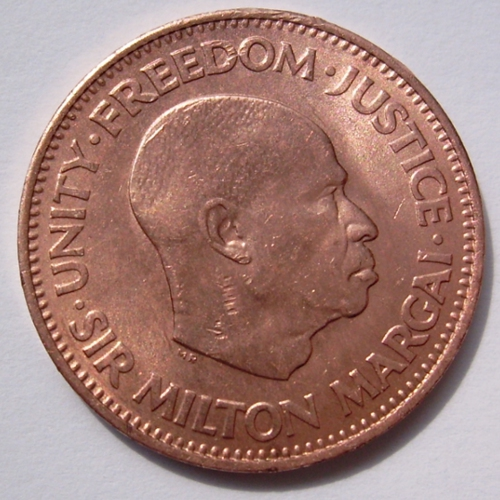
Efigie de Sir Milton Margai em uma moeda.

Em 1961, no âmbito do processo de descolonização, a independência foi conquistada e o país passou a integrar a Comunidade Britânica de Nações (Commonwealth). A Constituição garantia o direito de voto para as mulheres. No entanto, o governo ficou nas mãos de uma oligarquia dirigida por Sir Milton Margai, apoiado pelos ingleses.
Em 1967, depois da realização de eleições em que o vencedor foi Syaka Stevens, líder do Congresso de Todo o Povo (All People's Congress - APC), o governo eleito foi deposto e o Exército deu um Golpe de Estado, criando o Conselho Nacional para a Reforma. Em 1968, ocorreu uma nova revolta militar, depois da qual foi restaurado o governo civil. Em 19 de abril de 1971, durante as comemorações pelo décimo aniversário da independência, Stevens, fortalecido promulga uma nova Constituição. O país, após 10 anos de instabilidade política, adotou então um regime republicano, rompendo os vínculos com a coroa britânica, mas mantendo-se, entretanto, integrado à organização britânica. Siaka Stevens assumiu o cargo de primeiro-ministro. Tornou-se, assim, o primeiro dirigente oposicionista africano a chegar ao poder por meio de eleições.
Nas eleições de 1973, o único partido que se apresentou foi o Congresso de Todo o Povo. Com a promulgação de uma nova Constituição, em junho de 1978, institucionalizou-se o sistema de partido único, que permitiu a Stevens, presidente e primeiro-ministro, manter-se no poder até 1986. Quando desistiu de se candidatar à reeleição, criaram-se as condições para que a oposição crescesse.
Em 1985 Stevens, com oitenta anos de idade, renunciou e foi sucedido pelo general Joseph Momoh. Um plebiscito marcou, em 1990, a redemocratização do país. No começo de 1991, houve grupos dissidentes que assumiram o controlo de várias cidades, com a ajuda militar da Guiné e da Nigéria. Pouco depois, foi aprovada uma Constituição que, entre outras conquistas democráticas, decretava a liberdade partidária. O processo de abertura, entretanto, foi interrompido em 1992 por um novo golpe, quando o capitão Valentine Strasser assumiu o poder. Uma rebelião explode na fronteira da Libéria, no Leste do país. Pressionado pelo Reino Unido, que em 1993 suspendeu a ajuda económica ao país, o governo prometeu convocar eleições diretas em 1996.

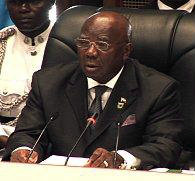
Ahmad Tejan Kabbah, presidente de Serra Leoa por 2 mandatos.

Em 1996, o presidente Valentine Strasser foi deposto por um golpe militar, tendo o brigadeiro Julius Maada Bio assumindo o governo da nação. As urnas deram a presidência a Ahmad Tejan Kabbah, do Partido do Povo de Serra Leoa, que governara com Margai entre 1961 e 1967. Mas, as atividades de grupos guerrilheiros, como a Frente Revolucionária Unida, mantiveram o estado de guerra interna que levou ao golpe de Estado do major Johnny Paul Koroma, que depôs o presidente Kabbah em maio de 1997. Uma intervenção das vizinhas Guiné e Nigéria, que chegaram a bombardear Freetown em junho desse ano, fracassou na tentativa de devolver o poder a Kabbah, enquanto Koroma endurecia sua posição suspendendo a Constituição e proibindo os partidos políticos. O país foi considerado pela ONU, em 1997, o menos desenvolvido do mundo, apesar das suas riquezas naturais.
Em 1998, Kabbah foi reconduzido ao cargo, mas os conflitos entre rebeldes e forças governamentais prosseguiram. Em 2002 firmou-se um acordo de paz com os rebeldes e Kabbah foi reeleito presidente.
A Serra Leoa é também conhecida pela infelicidade de possuir inúmeras minas de diamantes, que foram responsáveis por inúmeras mortes e revoluções que quase levaram o país ao extermínio. Hoje em dia muitas marcas ficaram, e mesmo após o afirmarem o fim do tráfico de diamantes, ainda hoje é possível encontrarem-se minas abertas onde ainda se escravizam centenas de pessoas (incluindo crianças).